# Eupterote primularis
Eupterote primularis är en fjärilsart som beskrevs av Moore 1884. Eupterote primularis ingår i släktet Eupterote och familjen Eupterotidae. Inga underarter finns listade i Catalogue of Life.